# Marvin Willoughby
Marvin Willoughby (Amburgo, 31 gennaio 1978) è un ex cestista tedesco, professionista in Italia, in Francia e in Germania.

## Carriera
Con la Germania ha disputato i Campionati europei del 2001.